# Reichardia picroides
Reichardia picroides  (лат.)  — вид двудольных растений семейства Астровые (Asteraceae).
Вечнозелёное многолетнее, деревянистое у основания растение. Имеется розетка листьев. Листья от цельных до перисто надрезанных, тонкие или слегка кожистые. Соцветия-корзинки жёлтого цвета, расположенные на длинных стеблях до 60 см, пыльники жёлтые. Цветёт и плодоносит с февраля по май (июнь).
Вид распространён в Южной Европе, Северной Африке, Западной Азии. Типичными местами произрастания вида являются морские скалы, стены и обочины дорог а также поля. Растения можно найти до 1000 м над уровнем моря.
Его листья используют для приготовления салатов. Благодаря горьковатому вкусу они хорошо сочетаются с кисло-сладким соусом.

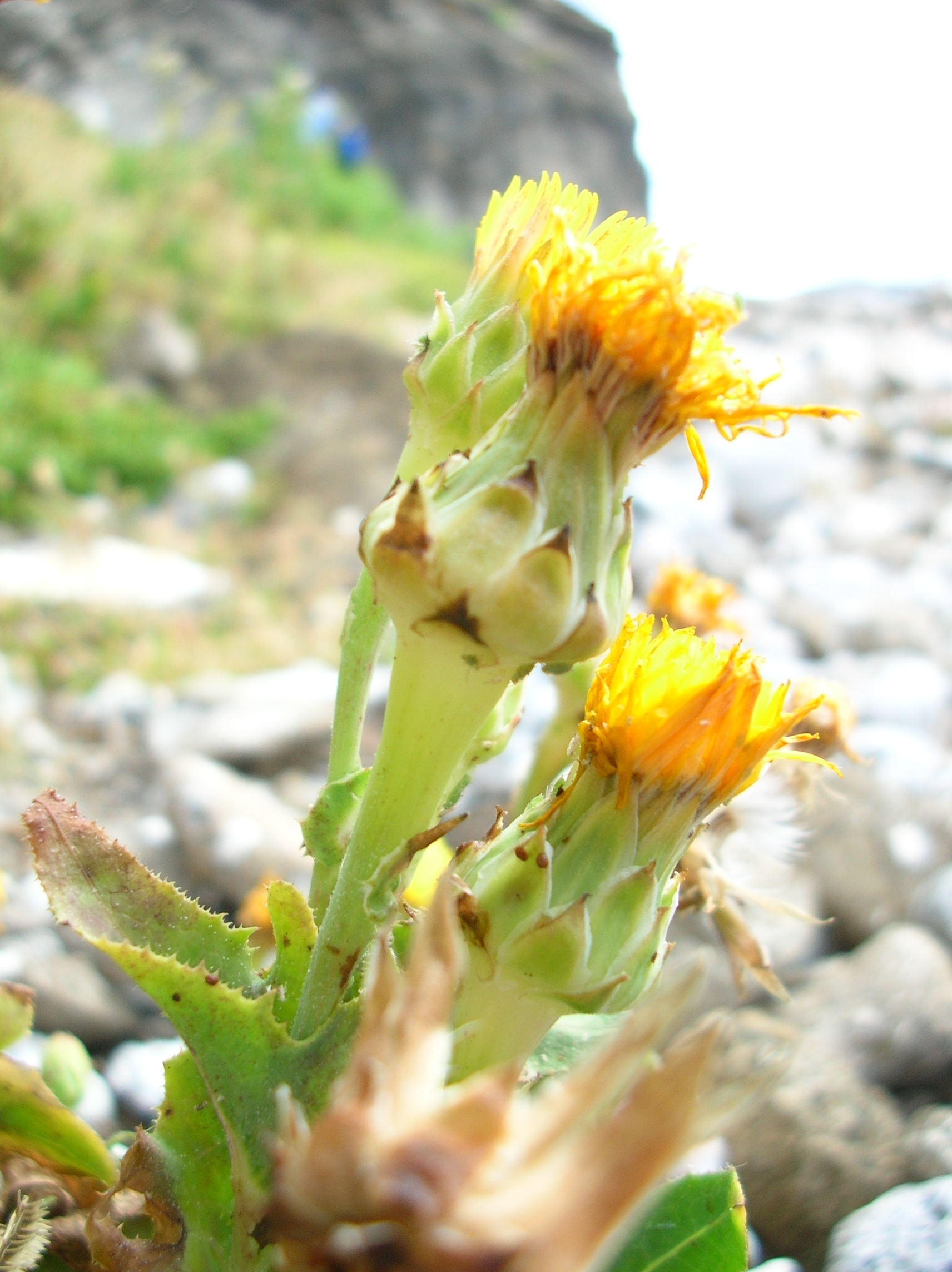
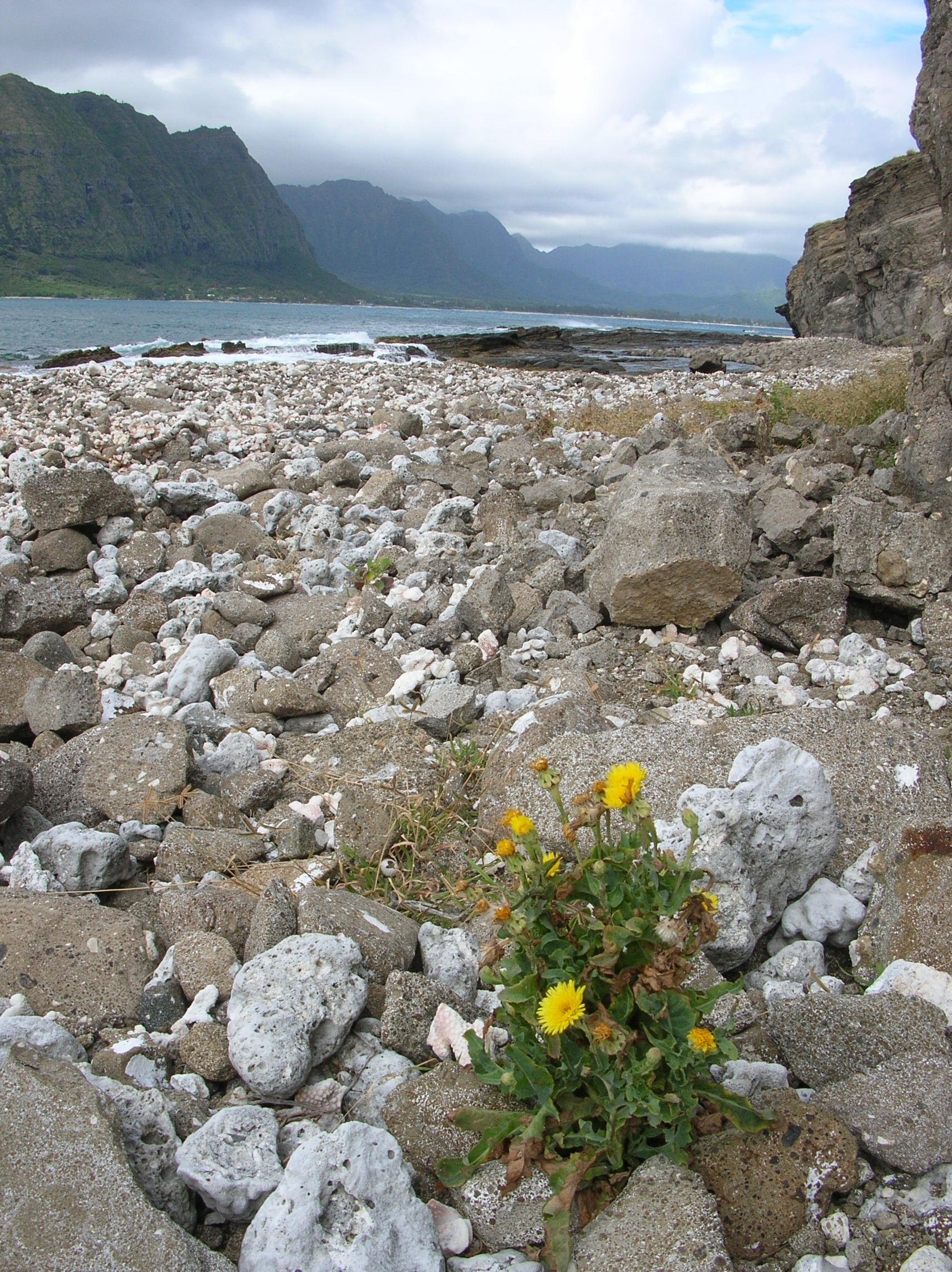